# 하브 프레스넬

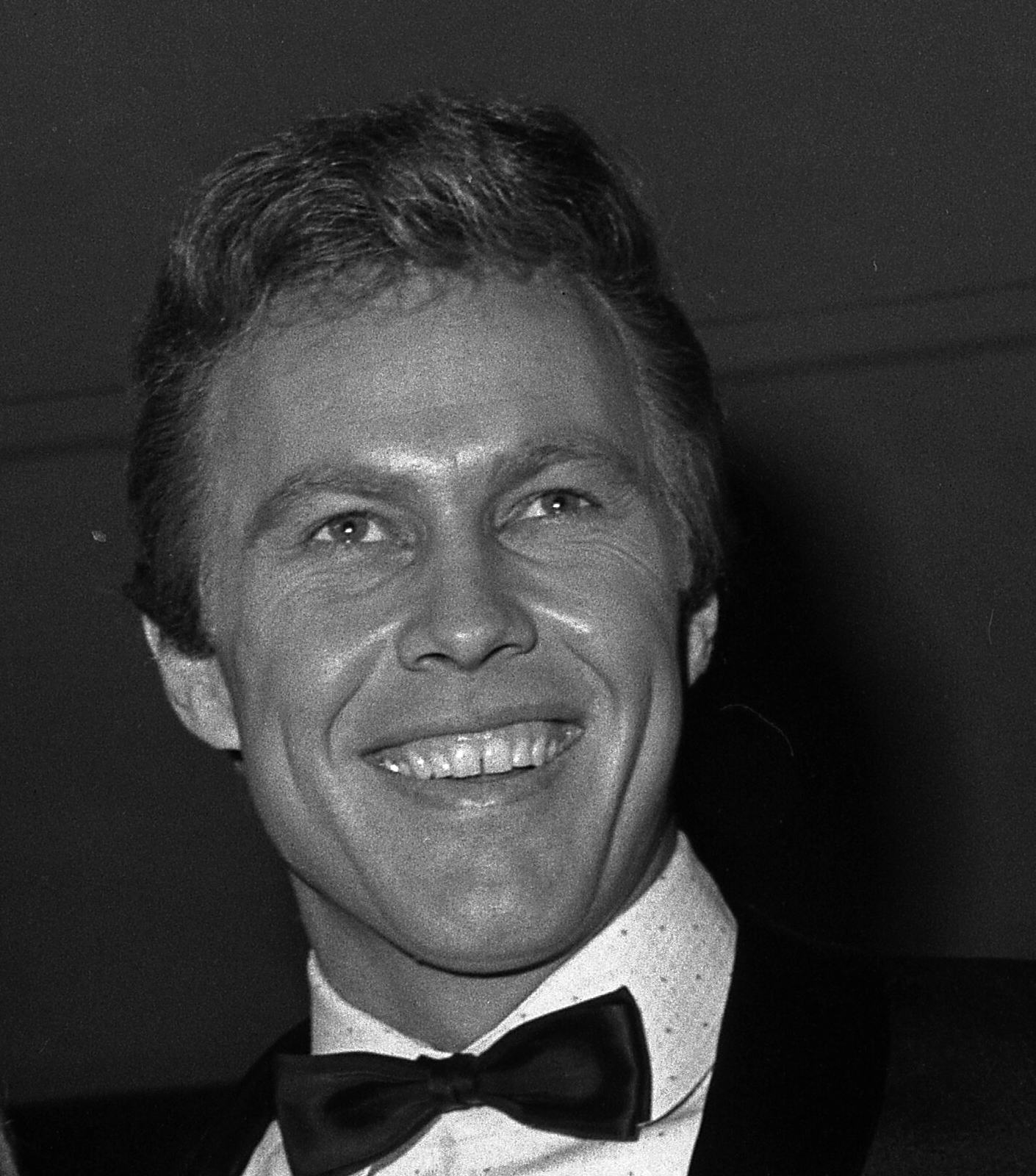

하브 프레즈넬(Harve Presnell, 영어 발음: /prɛzˈnɛl/, 1933년 9월 14일 ~ 2009년 6월 30일)은 미국의 가수, 오페라 가수(바리톤), 배우이다. 뮤지컬 영화 《몰리 브라운》(1964)으로 1965년 제22회 골든 글로브상 신인남우상을 수상하였다.
머데스토에서 태어났으며 샌타모니카에서 사망하였다. 사인은 췌장암이다.

## 출연 작품
- 재키, 에셀, 존: 더 우먼 오브 카멜롯 (2011년)
- 러브 랜치 (2010년)
- 에반 올마이티 (2007년)
- 라이프 애프터 투마로우 (2006년) - 본인 역
- 아버지의 깃발 (2006)
- 올드 스쿨 (2003년)
- 미스터 디즈 (2002년) - 프리스튼 블레이크 역
- 베가 번스의 전설 (2000년)
- 패밀리 맨 (2000년) - 빅 에드 역
- 워킹 어크로스 이집트 (1999년)
- 밝게 빛나는 거짓말 (1998년)
- 패치 아담스 (1998년) - 딘 J.P. 앤더슨 역
- 라이언 일병 구하기 (1998)
- 블랙 스톰 (1997년)
- 줄리안 포 (1997년)
- 페이스 오프 (1997년) - 빅터 라자로 역
- 세상의 모든 사랑 (1996년)
- 라저 댄 라이프 (1996년)
- 체임버 (1996년)
- 파고 (1996) - 웨이드 건스타프슨 역
- 악령의 피 (1976년)
- 페인트 유어 웨건 (1969년)
- 몰리 브라운 (1964)

### 텔레비전
- 프리텐더 제로드 (1997-2000)
- 도슨의 청춘일기 (2000-01)
- 아메리칸 대드! (2007, 2009) - 애니메이션